# Town Hill
Town Hill (79 m n. m.) je kopec na ostrově Main Island v souostroví Bermudy v severozápadní části Atlantského oceánu. Jedná se o nejvyšší bod ostrova i celého britského zámořského území Bermudy.